# Guat mort
Pour les articles homonymes, voir Gat.
Le Guat mort, ou Gat mort est une rivière dans le sud-ouest de la France et un affluent gauche de la Garonne.

## Toponymie
Le nom « Guat mort » est basé sur l'hydronyme de large diffusion wad (latin vadum 'gué', francique wad 'cours d'eau') qui donne guat ou guà en gascon, (comparer avec guado en italien). Ce nom a été corrompu par étymologie populaire en « gat mort » qui signifie « chat mort » en gascon. Mais la rivière doit évidemment son nom à un gué sans courant et non à un « chat mort ».

## Histoire
Pour plus d'information sur le ruisseau et son environnement au XVIIIe siècle, voir l'ouvrage de Jacques Baurein.

## Géographie
De 37 km de longueur, le Gat mort est un affluent de la rive gauche de la Garonne, qui prend sa source dans la Forêt des Landes sur la commune d'Hostens en Gironde en région Nouvelle-Aquitaine et se jette dans la Garonne à Beautiran entre Langon et Bordeaux.

## Département et communes traversées
- Gironde  (33) : Hostens, Saint-Magne, Louchats, Cabanac-et-Villagrains, Saint-Morillon, Saint-Selve, Castres-Gironde, Beautiran.

## Principaux affluents
- La Rouille du Reys : 3 km

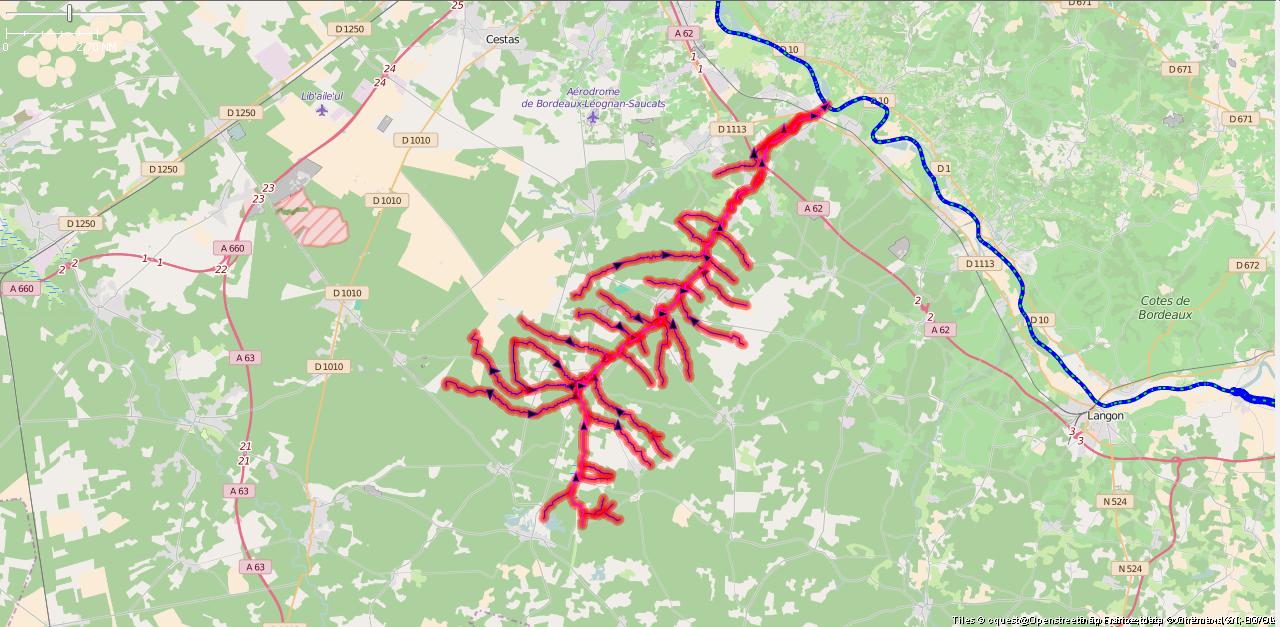
Les affluents.

- Ruisseau de la Gravette : 5,3 km
- Ruisseau de la Nère : 9,2 km
- Ruisseau de Gravier : 9,2 km
- Ruisseau de Labadie : 5,3 km
- Craste de Pillon : 6 km
- Fossé de Maisouau : 6,2 km
- Ruisseau de Calenta : 8,6 km